# Isla Vizcaíno
La isla Vizcaíno está ubicada en la desembocadura del río Negro en el río Uruguay en la República Oriental del Uruguay. La limitan el río Negro al sur, el riacho Vizcaíno al este, el río Uruguay al norte y el brazo Yaguarí al oeste. Posee una superficie estimada en 1200 hectáreas (12 kilómetros cuadrados) y pertenece al departamento de Río Negro.

## Historia
En 1610 el rey Felipe III de España adjudicó la propiedad de las dos islas mayores en la desembocadura del río Negro -isla Vizcaíno e isla de Lobos- a Hernando Arias de Saavedra (Hernandarias) junto con el título de "Protector de los Naturales" como premio a sus servicios en la pacificación de la Banda Oriental. En 1611 Hernandarias trasladó a las islas de Lobos y del Vizcaíno 50 vacas y algunos toros desde su estancia en Santa Fe, operación que repitió en 1617. Dicho rodeo se reprodujo rápidamente, dando origen a la ganadería en Uruguay.
El capitán Pedro Millán entre 1683 y 1685, trasladó la reducción de amerindios chanás y charrúas de Santo Domingo Soriano de Yaguarí Miní a la isla del Vizcaíno. La población se mantuvo en la isla hasta 1718, cuando para huir de las crecientes se trasladó aguas arriba del río Negro a la actual ubicación de Villa Soriano.
En el Yaguarí, durante la Guerra del Brasil, se produjo un enfrentamiento el 29 de diciembre de 1826 entre la escuadra argentina al mando del almirante Guillermo Brown y la Tercera División Imperial brasilera al mando de Sena Pereira. La escuadra imperial se refugió en el Yaguarí adonde la alcanzó la argentina. Dada la falta de viento y la estrechez del canal que impedía maniobrar adecuadamente, la acción, que se extendió al día 30 de diciembre, no pasó de una escaramuza.
Impedido de acceder al estrecho canal, Brown se retiró al sur hacia Punta Gorda para esperar a los brasileros. Previamente desembarcó un destacamento en la isla Vizcaíno para eliminar el ganado y envió instrucciones a la milicia de Santo Domingo de Soriano para que obstaculizara el abastecimiento de los brasileros. Estos últimos se retiraron hacia el norte, hasta Concepción del Uruguay (entonces llamada también Arroyo de la China), donde consiguieron alimentos. 
El enfrentamiento fue el inicio de las operaciones que culminarían en la victoria republicana en la batalla de Juncal.